# 47 Aurigae
45 Aurigae, som är stjärnans Flamsteed-beteckning, är en ensam stjärna i den mellersta delen av stjärnbilden Kusken. Den har en  skenbar magnitud på ca 5,88 och är svagt synlig för blotta ögat där ljusföroreningar ej förekommer. Baserat på parallax enligt Gaia Data Release 2 på ca 4,8 mas, beräknas den befinna sig på ett avstånd på ca 680 ljusår (ca 209 parsek) från solen. Den rör sig närmare solen med en heliocentrisk radialhastighet av ca –48 km/s.

## Egenskaper
47 Aurigae är en orange till röd jättestjärna av spektralklass K4 III, som har förbrukat förrådet av väte i dess kärna och rört sig bort från huvudserien. Den har en massa som är ca 1,4 solmassor, en radie som är ca 36 solradier och utsänder ca 358 gånger mera energi än solen från dess fotosfär vid en effektiv temperatur på ca 4 200 K.